# Кузнецова Галина Володимирівна
Галина Володимирівна Кузнецова (нар. 22 січня 1960 (65 років) ) — українська волейболістка, бронзова призерка літніх Паралімпійських ігор 2012 року. Майстер спорту України міжнародного класу.

## Біографія
Галина народилася 22 січня 1960 року.
Займається у секції волейболу Дніпропетровського обласного центру «Інваспорт». Їі тренують Ярослав Володимирович Малойван і Віктор Гаврилович Тимошенко .
У складі національної паралімпійської збірної команди України виступала на XIII і XIV літніх Паралімпійськіх іграх. У Лондоні 2012 виборола бронзові нагороди . У Пекіні 2008  посіла п’яте місце .
Майстер спорту України міжнародного класу .

## Державні нагороди
- Орден княгині Ольги III ступеня (2012) [4].